# Ginástica rítmica nos Jogos Pan-Americanos de 2023 - Fita
A prova da fita da ginástica rítmica nos Jogos Pan-Americanos de 2023 foi disputado em 2 e 4 de novembro de 2023 no Centro de Esportes Coletivos, localizado no cluster do Estádio Nacional. Um total de 18 ginastas de 11 Comitês Olímpicos Nacionais (CON) participaram da competição.

## Calendário
Horário local (UTC−3).
| Data          | Hora  | Fase         |
| ------------- | ----- | ------------ |
| 2 de novembro | 16:00 | Qualificação |
| 4 de novembro | 12:20 | Final        |

## Medalhistas
| Ouro   | BRA Bárbara Domingos        |
| Prata  | BRA Maria Eduarda Alexandre |
| Bronze | USA Evita Griskenas         |

## Resultados

### Qualificação
As oito melhores ginastas na qualificatória se classificam para a final. Apenas duas ginastas por CON poderiam se classificar.
| Pos. | Ginasta                     | Nota E | Nota A | Nota D | Pen. | Total  | Notas |
| ---- | --------------------------- | ------ | ------ | ------ | ---- | ------ | ----- |
| 1    | BRA Bárbara Domingos        | 7.750  | 8.250  | 16.2   | 0.05 | 32.150 | Q     |
| 2    | USA Evita Griskenas         | 7.850  | 8.000  | 15.4   |      | 31.250 | Q     |
| 3    | BRA Maria Eduarda Alexandre | 7.700  | 8.000  | 14.9   |      | 30.600 | Q     |
| 4    | MEX Marina Malpica          | 7.600  | 8.050  | 14.7   | 0.05 | 30.300 | Q     |
| 5    | BRA Geovanna Santos         | 7.450  | 7.900  | 14.2   |      | 29.550 |       |
| 6    | USA Lili Mizuno             | 7.350  | 7.700  | 14.2   |      | 29.250 | Q     |
| 7    | ARG Celeste D'Arcángelo     | 7.100  | 7.550  | 13.8   |      | 28.450 | Q     |
| 8    | CHI Javiera Rubilar         | 6.500  | 7.200  | 12.2   |      | 25.900 | Q     |
| 9    | CAN Carmel Kallemaa         | 6.850  | 7.650  | 10.9   |      | 25.400 | Q     |
| 10   | MEX Ledia Juárez            | 5.950  | 7.150  | 12.5   | 0.30 | 25.300 | R1    |
| 11   | COL Oriana Viñas            | 6.900  | 7.200  | 10.7   |      | 24.800 | R2    |
| 12   | CUB Gretel Mendoza          | 6.450  | 7.000  | 10.9   |      | 24.350 | R3    |
| 13   | CAN Tatiana Cocsanova       | 6.400  | 7.200  | 10.7   | 0.05 | 24.250 |       |
| 14   | ARG Martina Gil             | 6.000  | 6.950  | 10.7   |      | 23.650 |       |
| 15   | VEN Sophia Fernández        | 6.100  | 6.900  | 9.8    |      | 22.800 |       |
| 16   | COL Lina Dussan             | 6.500  | 7.000  | 9.3    | 0.30 | 22.500 |       |
| 17   | CRC Gloriana Sánchez        | 5.950  | 6.900  | 8.9    |      | 21.750 |       |
| 18   | PER Sofía Lay               | 5.850  | 6.250  | 8.4    | 0.45 | 20.050 |       |

### Final
As ginastas realizaram uma única rotina, com as melhores pontuações definindo as medalhistas.
| Pos.              | Ginasta                     | Nota E | Nota A | Nota D | Pen. | Total  |
| ----------------- | --------------------------- | ------ | ------ | ------ | ---- | ------ |
| Medalha de ouro   | BRA Bárbara Domingos        | 7.900  | 8.200  | 15.7   | 0.05 | 31.750 |
| Medalha de prata  | BRA Maria Eduarda Alexandre | 7.600  | 8.000  | 16.0   |      | 31.600 |
| Medalha de bronze | USA Evita Griskenas         | 8.050  | 8.150  | 14.8   |      | 31.000 |
| 4                 | USA Lili Mizuno             | 7.900  | 7.800  | 15.0   |      | 30.700 |
| 5                 | ARG Celeste D'Arcángelo     | 7.800  | 7.500  | 14.3   |      | 29.600 |
| 6                 | MEX Marina Malpica          | 7.700  | 7.700  | 14.2   |      | 29.600 |
| 7                 | CAN Carmel Kallemaa         | 7.050  | 7.550  | 11.7   |      | 26.300 |
| 8                 | CHI Javiera Rubilar         | 6.800  | 7.150  | 11.4   | 0.30 | 25.050 |